# Psilochorus imitatus
Psilochorus imitatus is een spinnensoort uit de familie trilspinnen (Pholcidae). De soort komt voor in de Verenigde Staten.